# Emilio Badini
Emilio Badini (pronunciación en italiano: /eˈmiːljo baˈdiːni/; Rosario, Argentina, 4 de agosto de 1897-Bolonia, Italia, 5 de agosto de 1956) fue un futbolista italoargentino. Se desempeñaba como centrocampista.

## Biografía
Era apodado Badini II para distinguirlo de sus hermanos Ángel, Cesare y Augusto, también futbolistas. El 26 de septiembre de 1920, tuvo una grave lesión de rodilla tras chocar con un oponente durante un amistoso en Padua. Continuó jugando por un año, pero las consecuencias del accidente lo llevaron a retirarse con tan solo 24 años.

## Selección nacional
Obtuvo la ciudadanía italiana a través de sus padres, provenientes de Bolonia, región de Emilia-Romaña. Fue convocado por la selección italiana para disputar los Juegos Olímpicos de 1920, convirtiéndose en el primer futbolista del Bologna en jugar para La Nazionale.

#### Participaciones en Juegos Olímpicos
| Olimpiada                        | Sede    | Resultado        | Partidos | Goles |
| -------------------------------- | ------- | ---------------- | -------- | ----- |
| Juegos Olímpicos de Amberes 1920 | Bélgica | Cuartos de final | 2        | 1     |

## Clubes
| Club           | País   | Año       |
| -------------- | ------ | --------- |
| Bologna        | Italia | 1913-1921 |
| SPAL           | Italia | 1921-1922 |
| Virtus Bologna | Italia | 1922-1923 |